# Woodmoor, Colorado
Woodmoor är en ort (CDP) i El Paso County, i delstaten Colorado, USA. Enligt United States Census Bureau har orten en folkmängd på 8 741 invånare (2010) och en landarea på 16,3 km².